# Český lev 2021
Český lev 2021 byl 29. ročník cen České filmové a televizní akademie Český lev. Slavnostní ceremoniál vyhlášení cen se uskutečnil v sobotu 5. března 2022 v pražském Rudolfinu, v přímém přenosu jej vysílala Česká televize na programu ČT1. Ceremoniál uváděl Jiří Havelka. Nejvíce nominací (13) získaly filmy Zátopek a Okupace.

## Ceny a nominace

### Nejlepší celovečerní film
- Zátopek
- Atlas ptáků
- Chyby
- Muž se zaječíma ušima
- Okupace

### Nejlepší dokumentární film
- Jednotka intenzivního života – režie Adéla Komrzý
- Nebe – režie Tomáš Etzler, Adéla Špaljová
- Láska pod kapotou – režie Miro Remo
- Nová šichta – režie Jindřich Andrš
- Sny o toulavých kočkách – režie David Sís

### Nejlepší režie
- Zátopek – David Ondříček
- Atlas ptáků – Olmo Omerzu
- Chyby – Jan Prušinovský
- Okupace – Michal Nohejl
- Muž se zaječíma ušima – Martin Šulík

### Nejlepší ženský herecký výkon v hlavní roli
- Chyby – Pavla Gajdošíková
- Zátopek – Martha Issová
- Božena – Anna Kameníková
- Marťanské lodě – Eliška Křenková
- Atlas ptáků – Alena Mihulová

### Nejlepší mužský herecký výkon v hlavní roli
- Zátopek – Václav Neužil
- Chyby – Jan Jankovský
- Atlas ptáků – Miroslav Donutil
- Muž se zaječíma ušima – Miroslav Krobot
- Okupace – Martin Pechlát

### Nejlepší ženský herecký výkon ve vedlejší roli
- Okupace – Antonie Formanová
- Kukačky – Denisa Barešová
- Chyby – Eva Hacurová
- Atlas ptáků – Eliška Křenková
- Muž se zaječíma ušima – Zuzana Mauréry

### Nejlepší mužský herecký výkon ve vedlejší roli
- Muž se zaječíma ušima – Oldřich Kaiser
- Zátopek – Robert Mikluš
- Případ Roubal – Hynek Čermák
- Okupace – Otakar Brousek ml.
- Atlas ptáků – Martin Pechlát

### Nejlepší scénář
- Okupace – Marek Šindelka, Vojtěch Mašek
- Zátopek – David Ondříček, Alice Nellis, Jan P. Muchow
- Chyby – Roman Vojkůvka
- Muž se zaječíma ušima – Marek Leščák, Martin Šulík
- Moje slunce Mad – Ivan Arsenjev

### Nejlepší kamera
- Zátopek – Štěpán Kučera
- Okupace – Jan Baset Střítežský
- Atlas ptáků – Lukáš Milota
- Lidi krve – Jakub Halousek
- Muž se zaječíma ušima – Martin Štrba

### Nejlepší střih
- Zátopek – Jarosław Kamiński
- Chyby – Michal Böhm
- Atlas ptáků – Jana Vlčková
- Láska pod kapotou – Šimon Hájek
- Okupace – Petr Turyna

### Nejlepší zvuk
- Zátopek – Pavel Rejholec, Jakub Čech
- Atlas ptáků – Pavel Rejholec, Viktor Ekrt
- Okupace – Sandra Klouzová, David Titěra, Roman Sečkař
- Muž se zaječíma ušima – Pavel Rejholec, Viktor Ekrt
- Moje slunce Mad – Jan Čeněk, Régis Diebold

### Nejlepší hudba
- Okupace – La Petite Sonja, Hank J. Manchini
- Zátopek – Beata Hlavenková
- Myši patří do nebe – Krzysztof Aleksander Janczak
- Amerikánka. Na vzletové ranveji – Petr Ostrouchov
- Moje slunce Mad – Evgueni Galperine, Sacha Galperine

### Nejlepší filmová scénografie
- Zátopek – Jan Vlasák
- Božena – Petr Kunc
- Okupace – Tomáš Svoboda
- Muž se zaječíma ušima – František Lipták
- Kryštof – Milan Býček

### Nejlepší kostýmy
- Božena – Katarína Štrbová Bieliková
- Zátopek – Kateřina Štefková
- Okupace – Josefina Bakošová
- Muž se zaječíma ušima – Katarína Hollá
- Zločiny Velké Prahy – Simona Rybáková

### Nejlepší masky
- Zátopek – Jana Dopitová
- Chyby – Jana Bílková
- Okupace – Jana Dopitová
- Muž se zaječíma ušima – Martin Jankovič, Katarína Horská
- Božena – Martin Valeš

### Nejlepší animovaný film
- Myši patří do nebe – Denisa Grimmová, Jan Bubeníček
- Moje slunce Mad – Michaela Pavlátová
- Rudé boty – Anna Podskalská

### Nejlepší krátký film
- Milý tati – Diana Cam Van Nguyen
- Poslední den patriarchátu – Olmo Omerzu
- Příběh hrůzostrašné Eliz – Eliška Kováříková, Adam Struhala

### Nejlepší televizní film nebo minisérie
- Božena (minisérie, Česká televize) – režie Lenka Wimmerová
- Případ Roubal (minisérie, TV Nova) – režie Tereza Kopáčová
- Amerikánka (film) – režie Viktor Tauš

### Nejlepší televizní seriál
- Ochránce (Česká televize) – režie Tereza Kopáčová, Tomáš Feřtek, Matěj Podzimek
- Kukačky (Česká televize) – režie Biser Atanas Arichtev
- Zločiny Velké Prahy (Česká televize) – režie Jaroslav Brabec

### Cena Magnesia za nejlepší studentský film
- Milý tati – Diana Cam Van Nguyen
- Dřevo na příští zimu – Karel Šindelář
- Ještě nespíš? – David Payne
- Postup práce – Lun Sevnik
- Rudé boty – Anna Podskalská

### Mimořádný přínos české kinematografii
- Ivo Špalj

### Nejlepší filmový plakát
nestatutární cena
- Zátopek – Aleš Najbrt, Jakub Spurný, Julie Vrabelová
- Atlas ptáků
- Moje slunce Mad
- Okupace – Jindřich Hoch
- Vlci na hranicích – Jan Němec

### Cena filmových fanoušků
nestatutární cena
- Zátopek – režie David Ondříček